# Есипов, Валентин Фёдорович
Валенти́н Фёдорович Еси́пов (6 ноября 1933, Некоуз — 15 мая 2021, Москва) — советский и российский астроном, астрофизик-наблюдатель и приборостроитель. Кандидат физико-математических наук, ведущий научный сотрудник Государственного астрономического института имени П. К. Штернберга.

## Биография
В. Ф. Есипов родился 6 ноября 1933 года в с. Некоуз Ивановской Промышленной области РСФСР.
После окончания московской школы, не сумев сдать экзамены в ВУЗ, отправился к родственникам на Урал в п. Новоуральск. Поступил на работу в СМУ «Теплоконтроль», изготовлявшее оборудование для строившихся в Москве на Воробьёвых горах новых корпусов МГУ. Был прикомандирован к строительству университета в качестве монтажника электрощитов для будущего химического факультета МГУ.
В 1952 году поступил на механико-математический факультет МГУ, после окончания которого по специальности «Астрономия» в 1957 году был зачислен на работу в качестве лаборанта в возглавляемый И. С. Шкловским Отдел радиоастрономии ГАИШ. В 1969 году защитил кандидатскую диссертацию «Спектрофотометрические исследования некоторых космических объектов при помощи контактных электронно-оптических преобразователей». С 1972 года — старший научный сотрудник, с 1985 года — исполняющий обязанности заведующего, а в 1992—2012 годах — заведующий Отделом радиоастрономии ГАИШ, с 2012 года — ведущий научный сотрудник.
В. Ф. Есипов умер 15 мая 2021 года в Москве.

## Научная и общественная деятельность, хобби
Специалист в области космического и астрономического приборостроения и астрономической спектроскопии. Стоял у истоков отечественной электронной телескопии — использования электронно-оптических преобразователей (ЭОП) для наблюдений в астрономии.
В. Ф. Есипов принимал активное участие в исследованиях космического пространства. Разработал новый тип ЭОП — фотоконтактную трубку, позволившую в сотню раз повысить эффективность телескопов. Занимался решением задачи оптических наблюдений первых отечественных ИСЗ. Совместно с В. Г. Куртом и П. В. Щегловым разработал методику наблюдений с точным определением координат «Спутника-1» с временно́й привязкой. Выполнил не имевшие аналогов наблюдения «искусственной кометы», выпущенной на расстоянии около 150000 км от Земли с борта АМС «Луна-2». Принимал участие в конструировании бортовых приборов для космических аппаратов. Созданный им прибор «Фобос» в 1964 году был запущен на космическом аппарате «Зонд-2» к планете Марс.
Создал серию спектрографов для наблюдения звёзд и галактик. Совместно с Э. А. Дибаем первыми начали спектральные исследования квазаров. Ими открыта переменность в спектральных линиях квазаров, обнаружено пятьдесят новых сейфертовских галактик, измерены красные смещения около тысячи галактик и радиоисточников, исследованы физические характеристики нестационарных звёзд, новых и сверхновых звёзд, проведена фотоэлектрическая фотометрия более трёх сотен шаровых скоплений в галактике М31. С 1994 по 2010 год получил уникальный ряд спектральных наблюдений миниквазара SS 433.
Сконструировал принципиально новый прибор «Акустооптический спектрополяриметр изображений с повышенным качеством спектральных срезов изображений и увеличенной светосилой» (патент № 2569907 10.12.2015).
В. Ф. Есипов руководил курсовыми и дипломными работами студентов, научной работой стажёров и аспирантов. Под его руководством защищены две кандидатские диссертации. Автор 269 научных статей, опубликованных в отечественных и зарубежных научных журналах.
Член Международного астрономического союза (комиссия 9a МАС).
С 1992 года являлся бессменным председателем профкома ГАИШ. Среди увлечений: фотография, конный спорт.

## Награды и признание
- Медаль «Ветеран труда» (1983)
- Медаль «В память 850-летия Москвы» (1997)
- Юбилейная медаль «100 лет Профсоюзам России» (2005)
- Медаль «За заслуги в освоении космоса» (2012)
- Заслуженный научный сотрудник Московского университета (1999)
- Почётная грамота Президента Российской Федерации
- В честь В. Ф. Есипова назван астероид (10481) Esipov (первоначальное обозначение — 1982 QK3), открытый в 1982 году Н. С. Черных (2002)

## Избранные публикации
- Волков И. В., Есипов В. Ф., Щеглов П. В. Об использовании принципа контактного фотографирования при изучении слабых световых потоков // Доклады АН СССР. — М., 1959. — Т. 129, N 2. — С. 288.
- Шкловский И. С., Есипов В. Ф., Курт В. Г., Мороз В. И., Щеглов П. В. Искусственная комета // Астрономический журнал. — 1959. — Т. Т. 36, N 6. — С. 1073.
- Дибай Э. А., Есипов В. Ф. Профили эмиссионных линий в спектрах ядер сейфертовских галактик // Астрономические Циркуляры. — N 467. — 1968. — С. 4.
- Шаров А. С., Лютый В. М., Есипов В. Ф. Фотометрические исследования шаровых скоплений туманности Андромеды // Сообщения Специальной Астрофизической Обсерватории. — Вып. 37. — 1983. — С. 102.
- Esipov V. F. et al. Mutual positions of the Galilean satellites of Jupiter from photometric observations during their mutual occultations and eclipses in 1997 // Astronomy and Astrophysics (англ.). — 2000. — Vol. 141. — P. 433. — (Suppl. Ser.).